# Ouani
Ouani – miasto na Komorach, na wyspie Anjouan. W 2003 roku liczyło 8 841 mieszkańców. Stanowi ośrodek przemysłu spożywczego.